# NGC 3880
NGC 3880 este o galaxie eliptică situată în constelația Ursa Mare. A fost descoperită în 29 aprilie 1827 de către John Herschel. Se află la o distanță de 143,17 de megaparseci de Pământ.